# Aujourd'hui Madame
Aujourd'hui Madame est un magazine télévisé quotidien français destiné aux femmes au foyer créé par Armand Jammot et diffusé sur la deuxième chaîne couleur de l'ORTF du 19 mai 1970 jusqu'au 2 janvier 1975 puis du 6 janvier 1975 jusqu'au 15 janvier 1982 sur Antenne 2.
Elle était présentée en alternance par Alain Jérôme (mai 1970 - février 1973), Jacques Garat, Alexa (mai 1970 - mars 1971) et Nicole André. Avec Maud Sacquard de Belleroche, Évelyne Georges, Christiane Cardinal, Laure Baudoin, André Fontain, Gilbert Kahn, Patrice Laffont, Valérie Manuel, François Dieudonné, Évelyne Pagès, Marie-José Lepicard, Jacques Vauclair, Jean-Marc Illouz, Gaëlle Montlahuc, Dominique Verdeilhan, Michel Perrot, Jacques Busnel, Danielle Askain, Martine Chardon, Pernette Chaboureau, Geneviève Moll et Jacques Merlino.

## Principe de l'émission
Aujourd’hui Madame est la première émission de l’après-midi à la télévision française. Elle ouvre les programmes de la deuxième chaîne de l'ORTF à 14 h 30. Son horaire est déplacé à 14 h, au milieu des années 1970, quand il est fait obligation à la deuxième chaîne de rediffuser les émissions régionales à 13 h 35. L'horaire sera conforté après 1979, quand Antenne 2 créera son journal de la mi-journée à 12 h 45.
Cette émission alterne plateau et reportages sur un thème de société intéressant le public féminin.
On doit l'énergique musique du générique (intitulé Grand'route) à Jo Moutet.
L'émission est remplacée par Antenne 2, en 1982, par Aujourd’hui la vie à partir du 18 janvier 1982.

#### Vidéos
- Générique de l'émission en 1980